# Elduvík
Elduvík (IPA: [ˈɛldʊvʊik], danska: Eldevig) är en ort på Färöarna, belägen i kommunen Runavíkar på nordkusten av ön Eysturoy.
Tillsammans med Funningsfjørður tillhörde orten tidigare kommunen Elduvík. Totalt hade kommunen 91 invånare (2002). Sedan den 1 januari 2005 tillhör de båda orterna Runavíks kommun.
Från Elduvík får man en bra utsikt över ön Kalsoy. Kyrkan i Elduvík är från 1952.

## Befolkningsutveckling
| Befolkningsutvecklingen i Elduvík 1985–2015 | Befolkningsutvecklingen i Elduvík 1985–2015 | Befolkningsutvecklingen i Elduvík 1985–2015 | Befolkningsutvecklingen i Elduvík 1985–2015 | Befolkningsutvecklingen i Elduvík 1985–2015 |
| ------------------------------------------- | ------------------------------------------- | ------------------------------------------- | ------------------------------------------- | ------------------------------------------- |
|                                             |                                             |                                             |                                             |                                             |
| År                                          |                                             |                                             | Folkmängd                                   |                                             |
| 1985                                        | 1985                                        |                                             | 43                                          |                                             |
| 1990                                        | 1990                                        |                                             | 36                                          |                                             |
| 1995                                        | 1995                                        |                                             | 30                                          |                                             |
| 2000                                        | 2000                                        |                                             | 25                                          |                                             |
| 2005                                        | 2005                                        |                                             | 30                                          |                                             |
| 2010                                        | 2010                                        |                                             | 23                                          |                                             |
| 2015                                        | 2015                                        |                                             | 18                                          |                                             |
|                                             |                                             |                                             |                                             |                                             |